# Chalinolobus nigrogriseus
Chalinolobus nigrogriseus es una especie de murciélago de la familia Vespertilionidae.

## Distribución geográfica
Se encuentra en Australia y Papúa Nueva Guinea.